# セシル・ビートン

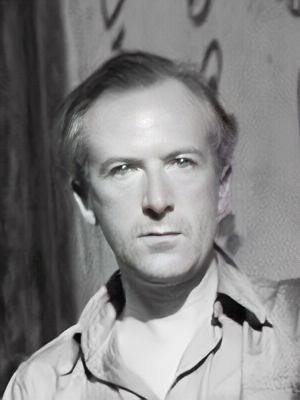
第二次世界大戦時のビートン

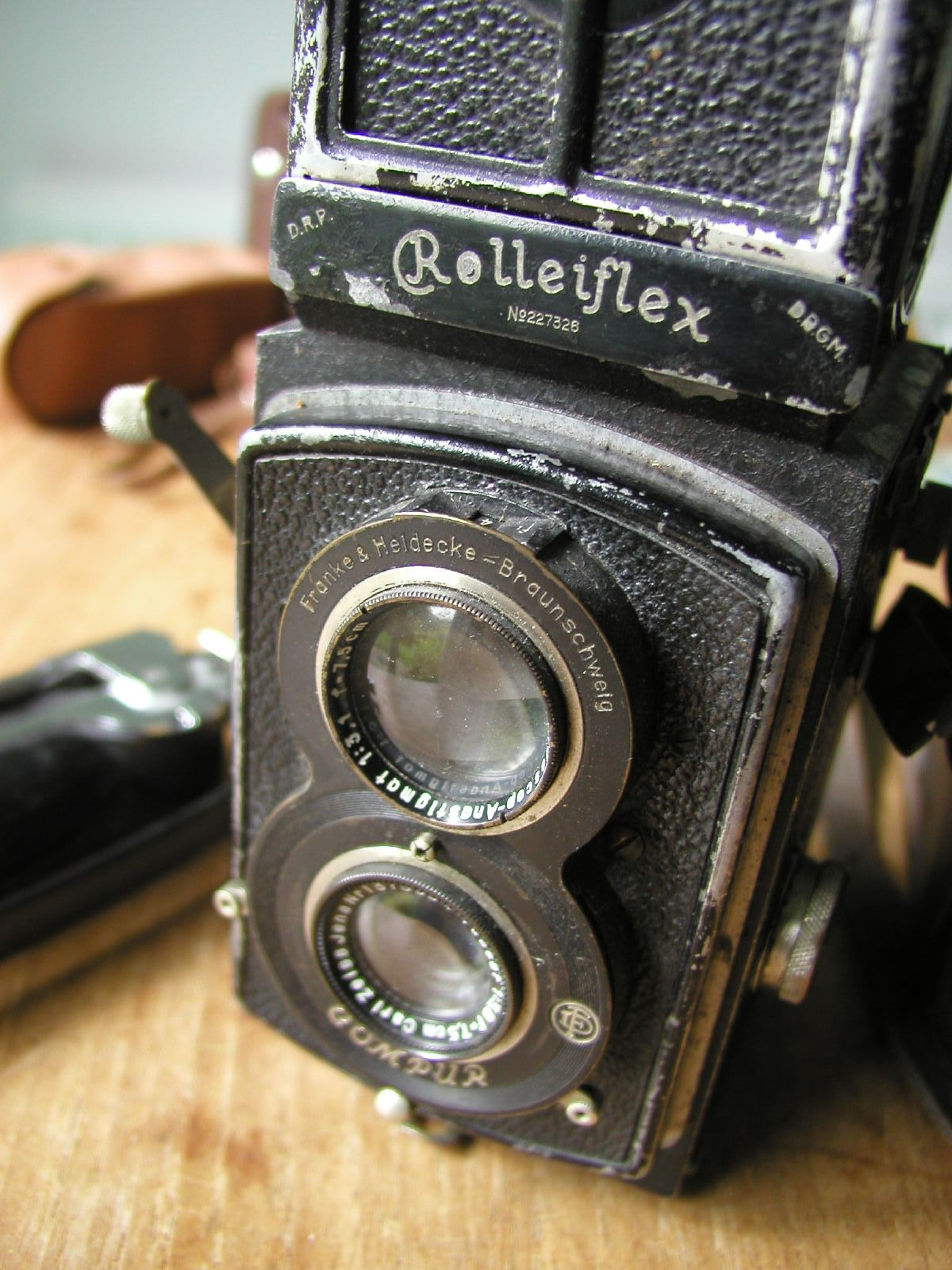
ビートンが使用したカメラ

セシル・ウォルター・ハーディ・ビートン（Sir Cecil Walter Hardy Beaton, CBE、1904年1月14日 - 1980年1月18日）はイギリスの写真家。

## 人物
ビートンは写真だけでなく、歌など複数の芸術的才能に恵まれていたとも言われている。第二次世界大戦前から戦後にかけてファッション写真やポートレートで活躍した。その華麗な作品群は、それ以前のファッション写真とは一線を画しており、ホルスト・P・ホルストとともに、20世紀前半のファッション写真界に大きな足跡を残した。
戦前に、ロンドン・ハムステッドの「裕福な家」に生まれた。幼い頃、母や姉妹の愛読する雑誌の写真に魅せられた。11歳の時、祖母が彼にコダックのカメラを買ってくれたのが、写真を撮り始めるきっかけである。CコノリーとHロングハーストは自伝の中で、セント・シプリアン校のコンサートでビートンの歌声を聴き、感動したと記している名門パブリックスクールであるハーロー校を卒業後、ケンブリッジ大学のセントジョンズ・カレッジで学ぶ。その頃、裕福だった一家は没落するが、『ヴァニティ・フェア』や『ヴォーグ』などのファッション雑誌の写真家として活動する。
1957年に来日、川端康成に会っている。
1958年に映画『恋の手ほどき』でアカデミー衣裳デザイン賞、1964年の『マイ・フェア・レディ』でアカデミー美術賞およびアカデミー衣裳デザイン賞を受賞。ビートンは1980年に死去している。享年76歳。
日本において大きく取り上げた展覧会は開催されていない。日本の雑誌では『ユリイカ』1991年6月号で、「ファッション写真の半世紀」という副題で特集されている。

## 著書
- 『ファッションの鏡』セシル・ビートン著。田村隆一訳 文化出版局 1979
- 『『マイ・フェア・レディ』日記』セシル・ビートン著。酒井紀子訳 キネマ旬報社 1996